# 陕西省体育场
陕西省体育场（因紧邻朱雀大街又称“朱雀体育场”，俗称“圣朱雀”），座落在西安市南二环长安立交西北部，长安北路和朱雀大街之间。
体育场于1952年12月建成，始称“西北人民体育场”，1971年改称“陕西省人民体育场”，最初建有田径场、足球场、看台，占地36,298平方米，后陆续增建综合练习房、比赛馆等设施。体育场建成后作为西安体育学院院址直到1958年学院搬离，在改造之前，体育场承办了1956年全国足球甲级队联赛西安赛区、1984年国际女子足球邀请赛等足球比赛。
为承办第四届全国城市运动会，1996年陕西省人民政府投资2.5亿元人民币改造扩建体育场，建筑面积9.7万平方米，于1999年落成投入使用。建筑物为椭圆型钢筋碱框架结构，场内建有符合国际田联比赛要求的塑胶跑道及标准草地足球场，为多功能用途综合场馆。看台分为A-H八个区域。曾为陕西长安竞技俱乐部的主场，也是中国国家足球队的固定主场之一。2019年起，為舉辦第十四屆全國運動會，陝西省體育場開始改造工作，2020年7月完成。
体育场配有国际展览中心、大型停车场地、商务写字楼、技术办公区及多功能健身区等设施。

## 重要活动
体育场曾于1964年作为陕西省第四届运动会、1999年作为全国第四届城市运动会的主会场，并多次举办各类大型文艺演出，曾经是中国甲A联赛球队陕西国力、中超联赛球队中新浐灞、中甲联赛球队陕西长安竞技的主场。2021年，改造后的陕西省体育场举办了第十四屆全國運動會女子足球比赛。
2012年5月29日，中国足协确立陕西省体育场和其他六座球场为足球项目“中国之队”未来的七个固定主场之一。“中国之队”包含男足项目的国家队、国奥队、国青队和国少队，女足项目的国家队、国青队和国少队，一共7支队伍。

## 历次更名
- 西北人民体育场（1954年-1971年）。
- 陕西人民体育场（1971年-1999年）。
- 陕西省体育场（1999年-2001年）。改造后的体育场被命名为陕西省体育场，是1999年全国城市运动会的主体育场。
- 陕西交大瑞森体育场 (2001年 - 2004年)。2001年12月，西安交大瑞森集团获得陕西省体育场冠名权，以及省体周边数千平方米的户外广告。[7]
- 陕西可口可乐体育场 (2005年 - 2010年)。2005年4月，西安中萃可口可乐饮料有限公司获得省体育场冠名权。
- 陕西中新浐灞体育场 (2010年 - 2011年)。2010年3月，浐灞俱乐部以「中新浐灞」的名义冠名陕西省体育场三年。[8]
- 陕西上实城开体育场 (2011年 - 2012年)。2011年年初，上海实业城市开发集团购买了原“中新浐灞”旗下的几处项目，并斥资赞助浐灞足球队；同时，上实城开要求代替“中新浐灞”对省体育场继续冠名。[9]